# Libellago stictica
Libellago stictica är en trollsländeart som beskrevs av Selys 1859. Libellago stictica ingår i släktet Libellago och familjen Chlorocyphidae. IUCN kategoriserar arten globalt som nära hotad. Inga underarter finns listade i Catalogue of Life.